# 陽光房地產基金
陽光房地產基金(Sunlight REIT)（港交所：0435）主要為投資者帶來投資於由香港16項寫字樓及零售物業組成之多元化投資組合機會。寫字樓物業主要位處核心商業區及非核心商業區，零售物業主要位於區域性交通樞紐、新市鎮以及人口稠密的其他市鎮地區。

## 物業組合[1]

### 香港島
- 上環文咸東街Strand 50（前稱：寶恒商業中心）
- 上環文咸東街文咸東街135號商業中心
- 上環永樂街235號
- 中環雲咸街雲山大廈（部分業權）
- 灣仔陽光中心
- 灣仔駱克道安隆商業大廈
- 炮台山耀星華庭
- 北角渣華道108號商業中心

### 九龍
- 旺角彌敦道富時中心
- 旺角新輝商業中心
- 旺角豐怡中心（前稱：豐順商業大廈）
- 佐敦偉程商業大廈
- 尖沙咀百利商業中心
- 大角咀西九匯

### 新界
- 將軍澳新都城一期商場
- 上水上水中心購物商場
- 元朗大棠路光華廣場

## 歷史
管理人恒基陽光資產管理有限公司於2005年8月18日在香港註冊成立。管理人為恒基地產的一家間接全資附屬公司。
陽光房地產基金原計劃在2006年7月上市，但因市況問題而延遲。
陽光房地產基金於2006年12月上市，持有20項分別原本由恒基地產、恒基發展及兆基財經的寫字樓及商場。為了提升陽光房地產基金的回報率，大股東採取了多項措施，分別於2007年至2009年免收利息及提供租金收入保證，並在2010年及2011年減收利息；而陽光房地產基金亦進行利率掉期，降低利息支出。
2012年8月，陽光房地產基金宣布以7850萬元出售港逸軒商舖。
2014年6月，陽光房地產基金宣布以19.6億元向恒基地產收購友邦九龍金融中心。恒基地產同時會以3.8元認購2億個基金單位。兩項交易在8月的股東會被否決。
2015年4月，陽光房地產基金宣布計劃出售尖沙咀恒港中心全幢業權、香港仔裕輝商業中心地舖及寫字樓部份、尖沙咀百利商業中心地舖及北角御皇臺地舖及車位。有關物業估值共7.122億港元。最終，陽光房地產基金以9.195億港元出售恒港中心、裕輝商業中心及御皇臺，而百利商業中心未有出售。
2015年6月，陽光房地產基金收購灣仔安隆商業大廈餘下業權。

2016年，陽光房地產因應零售市道持續向下，將旗下部份商場大型商鋪拆細分租，包括上水中心的酒樓鋪位已改成多間小型餐飲商鋪。資產管理總監黃志明指出，拆細分租有助提高商場人流及銷售額，而旗下商場人流於接近兩年的零售跌勢中，仍能保持平穩。
2017年9月26日，陽光房地產基金以6.58億港元向創興銀行購入樓高22層，位於旺角彌敦道591號及長沙街13號豐順商業大廈，可出租面積合共約34,651方呎，包括零售部分約11,627平方呎，以及寫字樓部分約23,024方呎。若以出售樓面計算，折合每方呎近1.9萬元。
2017年11月，陽光房地產基金以1.01億港元出售紅磡俊暉華庭商舖。
2023年1月，陽光房地產基金以7.48億港元向羅守輝收購海桃灣基座商場西九匯。

## 外部連結
- 陽光房地產基金（页面存档备份，存于）